# Diplomys labilis
Diplomys labilis је врста глодара из породице бодљикави или чекињасти пацови (лат. Echimyidae).

## Распрострањење
Врста је присутна у Панами, Еквадору и (непотврђено) Колумбији.

## Станиште
Станиште врсте су шуме, поља и грмље до 1.500 метара надморске висине.

## Угроженост
Ова врста је наведена као последња брига, јер има широко распрострањење и честа је врста.